# 274301 Википедија
274301 Википедија (енгл. 274301 Wikipedia) астероид је главног астероидног појаса чија средња удаљеност од Сунца износи 2,382 астрономских јединица (АЈ). Апсолутна магнитуда астероида је 16,9.
Астероид су открили астрономи из Опсерваторије Андрушивка у Украјини, 25. августа 2008. године. Током јануара 2013, добио је име према највећој интернет енциклопедији — Википедији.